# Phyllanthus caesiifolius
Phyllanthus caesiifolius är en emblikaväxtart som beskrevs av Petra Hoffm. och Martin Roy Cheek. Phyllanthus caesiifolius ingår i släktet Phyllanthus och familjen emblikaväxter. IUCN kategoriserar arten globalt som akut hotad.
Artens utbredningsområde är Kamerun. Inga underarter finns listade i Catalogue of Life.